# Chickhonkuni, Devadurga
Chickhonkuni là một làng thuộc tehsil Devadurga, huyện Raichur, bang Karnataka, Ấn Độ.